# Sergio Mattey
Sergio Mattey (20 de junio de 1989) es un deportista venezolano que compite en judo. Ganó dos medallas en el Campeonato Panamericano de Judo en los años 2007 y 2019.

## Palmarés internacional
| Campeonato Panamericano | Campeonato Panamericano | Campeonato Panamericano | Campeonato Panamericano |
| Año                     | Lugar                   | Medalla                 | Categoría               |
| ----------------------- | ----------------------- | ----------------------- | ----------------------- |
| 2007                    | Montreal (Canadá)       | Medalla de oro          | –55 kg                  |
| 2019                    | Lima (Perú)             | Medalla de bronce       | –73 kg                  |